# Bart Allen
Bartholomew Henry Allen II (o simplemente Bart) es un superhéroe ficticio en el Universo DC Comics, creado por Mark Waid y Mike Wieringo.Un velocista, Bart Allen apareció por primera vez bajo el alias Impulso y luego se convirtió en el segundo Kid Flash, así como en el cuarto Flash.  Desde entonces ha aparecido como el personaje principal en las revistas Impulse (1995-2002) y The Flash: The Fastest Man Alive (2006-2007). Bart también aparece en las series Justicia Joven y Jóvenes Titanes como miembro de ambos equipos de superhéroes. Además de los Jóvenes Titanes y Justicia Joven, Bart fue un personaje central en diez números de Liga de la Justicia de América bajo el manto de Flash.
Bart nació en el siglo XXX, hijo de Meloni Thawne y Don Allen. Su padre, Don, es uno de los Gemelos Tornado y su abuelo paterno es Barry Allen, el segundo Flash. Su abuela paterna, Iris West Allen, también es la tía adoptiva del primer Kid Flash (y tercer Flash), Wally West (siendo Bart hijo del primo hermano de Wally). Además, Bart es el primo hermano de XS, una legionaria e hija de Dawn Allen. Por parte de su madre, Bart es descendiente de los supervillanos Profesor Zoom y Cobalt Blue, así como medio hermano de Owen Mercer, el segundo Capitán Bumerang. Además de estos parientes, tuvo un clon supervillano conocido como Inercia.
Durante la mayor parte de su carrera de superhéroe, Bart fue el sidekick adolescente de Flash (Wally West). Tras la aparente muerte de West en el evento Crisis infinita en 2006. Allen creció y se convirtió en el nuevo Flash. Su tiempo como Flash fue breve y concluyó con su muerte en el número 13 de The Flash: The Fastest Man Alive. Posteriormente, Allen estuvo ausente durante casi dos años después de su aparente muerte, pero resurgió—adolescente de nuevo—, como Kid Flash, en Final Crisis: Legion of 3 Worlds de 2009. Durante la era The New 52 de DC, Bart Allen fue reintroducido en Jóvenes Titanes como el alias de un revolucionario amnésico del futuro llamado Bar Torr; el personaje fue posteriormente suprimido de los cómics, y su tiempo como Flash fue borrado de la continuidad por la subsecuente iniciativa DC: Renacimiento. El Bart Allen original reapareció como parte de la serie de Wonder Comics Justicia Joven de DC: Renacimiento.
Fuera de los cómics, Bart ha sido interpretado por Kyle Gallner en la serie de televisión de acción real Smallville. Jason Marsden prestó su voz al personaje en la serie animada Young Justice. Jordan Fisher interpreta una variación del personaje como el futuro hijo de Barry Allen e Iris West-Allen a partir de la séptima temporada de la serie de televisión The Flash del Arrowverso de The CW como personaje recurrente.

## Historia ficticia del personaje

### Referencia inicial
Como se describe en una historia de Legión de Super-Héroes, los hijos de Barry Allen, los Gemelos Tornado, fueron arrestados en el año 2995 d. C. por el gobierno de la Tierra, que había caído bajo el control encubierto de los Dominadores. Tras un juicio de un día por cargos falsos de traición, los Gemelos fueron ejecutados. Según un informe de noticias del Daily Planet, a Don Allen le sobreviven su esposa Carmen Johnson (cuyo nombre real era Meloni Thawne), su madre Iris West Allen y su hijo de dos años: Barry Allen II. Esta línea de tiempo fue borrada por los eventos de la miniserie Hora Cero: Crisis en el tiempo.

### Impulso
En la nueva línea de tiempo posterior a Hora Cero, Bart Allen era el hijo de Don Allen y Meloni Thawne (una descendiente de Eobard Thawne). Los Gemelos Tornado de esta línea de tiempo murieron en una invasión de los Dominadores que tuvo lugar años antes de que se fundara la Legión de Super-Héroes de tal línea de tiempo, cuando Bart era un bebé. Bart nació con supervelocidad total, mientras que su prima Jenni Ognats, hija de Dawn Allen y Jeven Ognats, no mostró inicialmente ningún signo de supervelocidad. Al ver Jenni a su padre torturado, sus poderes latentes de supervelocidad se activaron y se uniría a la Legión bajo el nombre de XS. Después de la restauración del multiverso de DC, esto junto con toda la historia de la Legión post-Hora Cero se cambió retroactivamente de forma que a partir de entonces se dijo que tuvo lugar en el mundo paralelo de la Tierra-247, a donde los Gemelos Tornado y sus familias viajaron desde la Nueva Tierra.
Bart sufría de un metabolismo hiperacelerado, por lo que envejecía a una tasa mayor que cualquier otro ser humano, lo que hizo que aparentara tener 12 años cuando apenas tenía cronológicamente 2 años. Para evitar que desarrollara problemas de salud mental, fue criado en una máquina de realidad virtual que creaba un mundo simulado que iba al mismo ritmo de su propia escala de tiempo. Cuando se hizo evidente que este método ya no estaba ayudando, su abuela Iris Allen lo transportó al presente, donde Wally West, el Flash actual lo engañó para que tuvieran una carrera a través del mundo. Al obligar a Bart a usar un estallido extremo de velocidad, Wally finalmente logró retornar su metabolismo hiperactivo a la normalidad. Puesto que había pasado la mayoría de su niñez en un mundo simulado, Bart no tenía noción de peligro y era proclive a saltar antes de mirar. El joven demostró ser más problema de lo que Wally podía manejar, por lo que lo envió con el velocista retirado Max Mercury, quien lo llevó a vivir a Manchester, Alabama. Bart creó originalmente el nombre en clave Impulso para sí mismo, aunque en Impulse # 50 Batman le llama así como advertencia, no como cumplido.
En el siglo XXX, el presidente Thawne, abuelo materno de Bart, había intentado reclutarlo infructuosamente en su campaña de venganza contra los Allen. Thawne decidió entonces mezclar el ADN de Bart con material genético Thawne para crear un clon velocista al que llamó Thaddeus Thawne, a quien le enseñaron a odiar a la familia Allen, y a Impulso en particular. Su misión era retroceder en el tiempo y sustituir a Bart. Asumiendo el nombre de Inercia, Thaddeus diseñó un traje verde de «Impulso Reverso» y confrontó a Bart. Tras fracasar en derrotarlo, Inercia insistió en que su primer encuentro fue apenas una misión de reconocimiento.
Entre tanto, Bart se unió a los Jóvenes Titanes al principio de su carrera antes de convertirse en uno de los miembros fundadores del equipo de superhéroes Justicia Joven junto a Robin y Superboy. Durante un tiempo, Impulso se convirtió en el propietario de una nave espacial que le obsequió un rico sultán en agradecimiento por haberle ayudado a salvar su castillo. El equipo utilizó esta nave para reunir a Doiby Dickles con su reina y restaurar el legítimo gobierno de Myrg. Impulso permaneció con Justicia Joven durante un largo periodo de tiempo, durante el cual desarrolló la habilidad de hacer duplicados suyos hechos de energía de la Fuerza de la Velocidad, lo que le permitía estar en varios lugares a la vez. El poder recién adquirido resultó útil hasta que uno de los duplicados fue asesinado durante el arco argumental «Our Worlds At War», cuando la mitad del equipo se perdió en Apokolips. Bart abandonó temporalmente Justicia Joven, ya que la muerte de su duplicado le llevó a aceptar su propia mortalidad.
Después de la desaparición de Max Mercury, Jay Garrick (el primer Flash), y su esposa Joan adoptaron a Bart. Tras la disolución de Justicia Joven, Bart se unió a algunos de sus antiguos compañeros de equipo en una nueva plantilla de los Jóvenes Titanes.

### Amalgam Comics
En los cruces de Amalgam Comics, Impulso se fusiona con Quicksilver de Marvel Comics para conformar a Mercury.

### Kid Flash
Después de la disolución de Young Justice, Bart integró los nuevos Jóvenes Titanes. Pronto, su rótula fue destrozada por Deathstroke (quién en ese entonces era poseído por Jericó) y tuvo que ser reemplazada por una prótesis. Mientras se recuperaba, Bart leyó todos los libros de la biblioteca pública de San Francisco y se reinventó como el nuevo Kid Flash. Incluso con la rótula artificial, una vez sanado descubre que puede seguir corriendo a una velocidad cercana a la de la luz, pero la prótesis le recuerda que debe pensar en vez de actuar impulsivamente.Cuando Robin le dijo que al convertirse en Kid Flash se vería obligado a vivir a la sombra de Flash, Bart dijo con firmeza: «No, él vivirá a la mía».
En el arco argumental de «Titans Tomorrow», Bart asumió el rol de Flash después de que Wally West desapareciera en una «Crisis». En este futuro alterno, era capaz de robar la velocidad de otras personas, poder que usó contra una versión de sí mismo del pasado. En esta realidad aparece un Bart adulto que posa como miembro de los llamados Titanes del Mañana. Sin embargo, en realidad era un espía trabajando para los Titanes del Este, grupo de la resistencia formado por el Cyborg de este futuro alterno. En este mismo futuro, el Bart futuro mantenía una relación romántica con Rose Wilson, Ravager.

### Crisis Infinita
Durante la Crisis infinita, Superboy Prime atacó a Conner Kent (Superboy) en Smallville e hirió o asesinó a muchos Jóvenes Titanes, lo que empuja a Bart a unirse con Wally West y Jay Garrick para  detener su furiosa embestida. Logra su objetivo haciendo que Superboy Prime lo siga a toda velocidad hasta la Fuerza de la Velocidad. Jay alcanzó su límite antes de entrar a la fuerza de la velocidad, mientras que Wally se convirtió en energía y desapareció, dejando a Bart solo con Superboy Prime, que es inmensamente más poderoso. Barry Allen, Johnny Quick y Max Mercury, habían sido todos absorbidos previamente por la fuerza de la velocidad, y aparecen para ayudar a Bart. Luego de llevar a Superboy Prime a la Fuerza de la Velocidad, Barry dijo a Bart que «Wally te está esperando». Después que desaparecieran, Jay dijo que la fuerza de la velocidad había desaparecido.
Cuando Superboy Prime logró escapar de su prisión, Bart lo siguió, pasándose cuatro años en una Keystone City de una realidad alternativa. Regresando a su universo junto con Superboy-Prime, y temporalmente sin sus recuerdos sobre lo que pasó durante la crisis y usando el traje de su abuelo, un Bart mayor reapareció en Tokio advirtiendo del regreso de Superboy-Prime. Aparece luego justo a tiempo para luchar junto a Superman y otros muchos héroes contra un ejército de supervillanos escapados en la Batalla de Metrópolis. Superboy-Prime revela que la persona vestida de Flash es Bart Allen, cuatro años más viejo. Bart entonces explicó a Wonder Girl (sorprendida por la transformación de su compañero Titán) que el uniforme de su abuelo fue lo único que pudo sobrevivir al viaje de vuelta desde donde había estado, y que él era el único allí «que aún podía correr».
Bart desató su cólera contra Superboy-Prime por la muerte de Conner Kent, golpeándolo a supervelocidad y forzando a Superboy retirarse de la batalla. Cuando la Crisis terminó, Bart explicó a Jay que él pasó años en una dimensión desconocida donde el tiempo pasaba más rápido, lo que le hizo envejecer. Bart confirmó que la Fuerza de la Velocidad fue destruida y que utilizó la velocidad residual que había en su cuerpo para luchar contra los villanos en Metrópolis. Le entregó a Jay el traje usado en su momento por Barry Allen y Wally West, y le dijo que Jay era de nuevo el hombre más rápido del mundo.

### The Flash: The Fastest Man Alive
Albergando un secreto—que la Fuerza de la Velocidad todavía existía y amenazaba con abrumarlo—, Bart se dedicó a crear una vida normal y mundana para sí mismo. Consiguió un trabajo como obrero en Keystone Motors y trató de dejar atrás los superhéroes; sin embargo, los problemas a su alrededor lo llevaron con el tiempo a volver a ponerse el disfraz.
Cuando su compañero de cuarto Griffin Gray ganó superpoderes y se convirtió en El Grifo, Bart se ve obligado a aceptar su destino. Siguiendo los pasos de su padre y su abuelo, Bart Allen se convirtió en Flash. No mucho después de derrotar al Grifo, el último Flash se mudó a Los Ángeles para comenzar un nuevo capítulo en su vida. Como civil, Bart comenzó a entrenar en la Academia de Policía de Los Ángeles, enfocándose en ciencias forenses.
Poco después de asumir la identidad de Flash, Bart fue considerado para ser miembro de la Liga de la Justicia y recibió un apoyo especial de Batman, quien sintió que estaba más que listo para el puesto. Robin se puso en contacto con Bart y le pidió que regresara con los Jóvenes Titanes. Sin embargo, después de luchar contra Steppenwolf con la recién reformada Liga de la Justicia, Bart intentó unirse a la Liga en lugar de reunirse con los Titanes, aunque se abstuvo de tomar una posición oficial hasta que sintió que estaba listo.
Cuando Bart se enfrentó al Capitán Frío en su apartamento mientras seguía un caso sin resolver como parte de su clase de ciencias forenses—habiendo determinado que la cabeza de la víctima había sido congelada y destrozada, siendo Frío el único villano capaz de alcanzar la temperatura necesaria y que no tenía una coartada clara en ese momento—Zoom apareció y atacó a Bart. Aparentemente, Zoom fue reclutado por la abuela de Bart, Iris, con el objetivo de inmovilizarlo antes de un ataque inminente. Más tarde se reveló que Iris solo vino al pasado para advertir a su nieto sobre los Renegados (que consisten en Abra Kadabra, Mirror Máster, Ola de Calor, el Pied Piper, el Trickster, Mago del Clima y Capitán Frío), liderados por Inercia, formando equipo. Juntos estaban tratando de construir una máquina que detuviera el tiempo. Cuando su plan comenzó a hacerse realidad, Bart fue arrestado por la pelea con Steppenwolf, que era un Nuevo Dios.

#### Muerte y legado
Bart se reveló a sí mismo como Flash para luchar contra los Renegados. Durante la batalla, se reveló que la máquina construida por Inercia en realidad drena la Fuerza de la Velocidad de un individuo en lugar de congelar el tiempo. Cuando los Renegados la usaron contra Flash, los poderes de Bart le fueron despojados, dejándolo rodeado por los Renegados y dando lugar a la aparición de Flash Negro. Sin embargo, la máquina de Inercia demostró ser inestable y destruiría la Costa Oeste si la Fuerza de Velocidad no fuera liberada de manera segura de ella. Bart luchó contra los Renegados antes de perseguir a Inercia, distrayéndolos mientras Valerie Pérez soltaba la Fuerza de la Velocidad. En pánico, el Capitán Frío, Ola de Calor y Matgo del Clima matan a Bart.
Los dolientes realizaron una vigilia a la luz de las velas en el Museo Flash. Fuera de la Titans Tower en San Francisco, se colocó una estatua conmemorativa de Bart con su uniforme de Kid Flash junto a la estatua de Superboy.
Como el regreso de Wally West a Nueva Tierra coincidió exactamente con la muerte de Bart, Inercia alegó que la pérdida de poderes de Bart fue una consecuencia directa de que Wally absorbiera la Fuerza de la Velocidad recién liberada. Sin embargo, no se culpó más a Wally, quien procedió a vengar a su protegido congelando el cuerpo de Inercia en el tiempo pero dejando su mente activa. Inercia se puso exhibición en una nueva área del Museo Flash, dedicada a la vida de Bart. En Final Crisis final: Rogues Revenge, Inercia se descongeló y continuó su brutal asalto tratando de matar a la familia de Bart Allen, pero fue detenido por el enemigo de Flash, Zoom. Zoom reveló que quería que Inercia se convirtiera en el nuevo Kid Flash. Inercia robó el poder de manipulación del tiempo de Zoom, dejando a Zoom incapaz siquiera de caminar, y se rebautizó a sí mismo como «Kid Zoom». Los Renegados y Kid Zoom lucharon, y Kid Zoom fue incapacitado por el Flautista, momento en el que los Renegados lo mataron. Los Renegados entregaron el cadáver de Inercia a Keystone City con un mensaje que decía «Díganle a Flash que quedamos a mano — Los Renegados».
Marc Guggenheim, escritor del arco argumental en el que Bart muere, ha declarado que esto se trató de una decisión editorial y que se le indicó que su período de cinco números tendría que terminar con la muerte de Bart y la participación de los Renegados.
Keystone City celebró un funeral por Bart, en el que Jay Garrick, Cyborg, Wonder Girl y Robin hicieron panegíricos. Al final de su propio discurso, Robin reprodujo un video que Bart hizo poco después de asumir el papel de Kid Flash. En él, Bart les contó a sus amigos que, sin importar lo que le sucediera, siempre estaría orgulloso de haber sido parte del legado de Flash, y lo feliz que era siendo miembro de los Jóvenes Titanes. Poco después del funeral en Keystone, se llevó a cabo un funeral más privado para Bart en la Titans Tower, donde erigieron una estatua dorada de Bart como Kid Flash junto a la estatua de Superboy.
Durante la invasión de la Tierra de los Sinestro Corps, el primer acto de Superboy-Prime fue visitar y profanar la tumba de Bart, que tenía la inscripción «Bart Allen: Flash». Superboy-Prime usó su visión de calor para tachar «El hombre más rápido del mundo» y escribir en su lugar «el niño más estúpido muerto».

### Regreso: Kid Flash de nuevo
En la miniserie Final Crisis: Legion of 3 Worlds, Bart Allen regresa como un adolescente con su atuendo de Kid Flash cuando Brainiac 5 pone en acción la fase dos de su plan para derrotar a Superboy-Prime y a la Legión de Super-Villanos. Su resurrección ocurre por la activación del «pararrayos viviente» que fue visto por primera vez en The Lightning Saga. Brainiac 5 explica que Bart estaba destinado a morir de una manera o la otra, pues su salto de niño a adulto había reactivado su envejecimiento hiperacelerado nuevamente, y que si los Renegados no lo hubieran matado, habría muerto de vejez en cuestión de meses. Debido a que le necesitan para la batalla contra Superboy-Prime, Brainiac 5 envía a la Legión de vuelta al siglo XXI para usar el rayo de Wally West para atrapar la esencia infantil de Fuerza de la Velocidad de Bart justo en el momento en el que muere. En el siglo XXXI, usa entonces el poder combinado de los Chicos y Chicas Rayo, junto con XS corriendo en la caminadora cósmica, para liberar a Bart de la Fuerza de la Velocidad en su propio tiempo. Bart y XS mencionan que sienten una nueva fuerza emanando de la Fuerza de la Velocidad, sugiriendo que pueden sentir el retorno de Barry Allen, si bien Bart cre que se trata en cambio de Max Mercury.
Poco después de la resurrección de Bart, Superboy también es resucitado por la Legión. Ambos ayudan a la Legión a derrotar a Superboy-Prime haciendo que se destruya a sí mismo. Bart intenta convencer a XS de regresar con él al pasado, pero ella decide quedarse en el futuro, conociendo su nueva Tierra.
Una vez regresan al presente, Superman reúne a los Jóvenes Titanes así como a los Titanes adultos y les vuelve a presentar al Kid Flash y a Superboy.

### The Flash: Rebirth
El guionista Geoff Jones confirmó la participación de Bart en el evento denominado Flash: Rebirth del año 2009. En esta historia, Bart descubre rápidamente que las cosas habían cambiado significativamente desde que se fue. Barry Allen, su abuelo y legendario velocista que se había sacrificado en la batalla con el Antimonitor, también había regresado de la tumba. En la Torre de los Jóvenes Titanes Oeste, donde Robin y Wonder Girl han planeado una fiesta de bienvenida a casa para Bart mientras todos los demás están en los desfiles en honor de Barry, Bart ve el regreso de su abuelo con escepticismo, admitiendo und deseo de que las cosas «vuelvan a ser como antes». Bart deseaba que Wally siguiera siendo el Flash principal y seguir siendo su sidekick. La amargura de Bart, sin embargo, se centra en sentirse enojado de que Barry haya sido el único en escapar de la Fuerza de la Velocidad mientras que su antiguo mentor, Max Mercury, no lo haya hecho.
Bart, junto con otros conectados a la Fuerza de la Velocidad, sufren un dolor severo cuando Barry accidentalmente mata al velocista Savitar simplemente tocándolo. Cuando Barry mata accidentalmente a otro velocista malvado, se revela que ahora es el nuevo Flash Negro. La Liga de la Justicia y la Sociedad de la Justicia trabajan juntas para contener a Barry en una máquina que romperá sus lazos con la Fuerza de la Velocidad. Bart se apresura a la escena y confronta a Barry sobre la razón por la que Max no ha regresado, pero su abuelo no puede dar una respuesta. La parte de Flash Negro de Barry toma el control rápidamente, destrozando la máquina e intentando llegar a los velocistas, incluido Bart, en el área. Barry es alejado rápidamente por sus amigos mientras Bart, Wally, Iris y Jay observan.
Superman les cuenta a Bart y a los demás que Barry ha decidido volver corriendo a la Fuerza de la Velocidad para protegerlos. Wally decide seguir a Barry y traerlo de vuelta, y Bart le pide que traiga a Max. Poco después de que Wally se va, Linda (la esposa de Wally) se pone en contacto con Jay y Bart para decirles que el Profesor Zoom, el Flash Reverso, está en su casa atacando a sus hijos, los gemelos Jai y Irey. Bart y Jay se apresuran a la escena y luchan contra el Profesor Zoom por toda la ciudad. Durante su pelea, el Profesor Zoom critica a Bart por ser un contaminante en la línea Thawne debido a que es descendiente tanto de un Allen como de una Thawne. Vence a Bart con facilidad y está a punto de atravesarlo con su bastón, cuando Max Mercury regresa repentinamente de la Fuerza de la Velocidad. Bart está sorprendido y encantado por el regreso de su mentor. Wally y Barry también regresan y el grupo de velocistas se abalanzan sobre Flash Reverso, listos para pelear.
En The Flash: Rebirth N.º 5, se revela que a raíz de la batalla con Flash Reverso, Iris (Irey) West II, y posiblemente también su hermano Jai West, los hijos gemelos de Wally West (el Flash actual) manifiesten una conexión con la Fuerza de la Velocidad. En una viñeta del cómic parte N.º 5, Irey aparece junto con Liberty Belle II (el nuevo nombre de Jesse Quick, en honor a su madre, vistiendo ahora el atuendo de su padre, Johnny Quick), y para sorpresa de Bart, Irey decide que será ella quien lleve el manto que tuvo su primo Bart, y decide ponerse su viejo disfraz y convertirse en la nueva Impulso.

### La noche más negra
Con el regreso de Bart y Conner Kent, ambas estatuas se retiran del monumento de la Torre de los Titanes. Sin embargo, Nekron, la «personificación negra» de la Muerte, busca reclamar sus vidas durante el cruce de Blackest Night (Noche más negra). Bart, junto con Wally, corre por todo el mundo para advertir a todos los héroes de la invasión de los Black Lantern Corps. Bart llega más tarde a Coast City con Wally y dispersa miembros de la Liga de la Justicia y de los Jóvenes Titanes para oponerse a Nekron, responsable de los Linternas Negras. A pesar de haber resucitado, el estatus previo de Bart como fallecido todavía permite que uno de los anillos negros del señor de los no-muertos lo transforme en un Linterna Negra.
Después de que Ganthet de los Guardianes del Universo y líder de los Blue Lantern Corps elige a su abuelo Barry como un Linterna Azul , Bart entra inmediatamente en batalla con él. El anillo de poder azul de Barry detecta que Bart todavía está vivo, pero que morirá si no se libera pronto del anillo negro. Barry casi libera a Bart del anillo negro usando construcciones de energía azul basadas en imágenes de Bart como Impulso y como Kid Flash, antes de que la interferencia de las versiones de Linterna Negras del Profesor Zoom y de Solovar lo detengan. Wally y el Linterna Azul Saint Walker se unen a Barry para luchar contra ellos. Bart intenta usar sus poderes de velocidad para matar a Wally, solo para regresar temporalmente a la normalidad. Al darse cuenta de que su conexión mutua con la Fuerza de la Velocidad puede salvar a Bart, Barry usa sus poderes para romper la conexión del anillo, liberándolo.

### Regreso a los Titanes
Algún tiempo después de Blackest Night, Bart y Conner son reclutados por Cyborg para ayudar a rescatar a un Titán actual llamado Static, que había sido secuestrado mientras visitaba su ciudad natal de Dakota. Los tres héroes llegan a la escena de una batalla entre los Jóvenes Titanes y un gánster sobrehumano llamado Holocausto, e intervienen justo cuando está a punto matar a sus camaradas. Bart y Conner luego comentan que es hora de que salgan del «retiro» y vuelvan a unirse a los Jóvenes Titanes. Holocausto simplemente se ríe y les dice «¡Adelante, pues!», y Bart responde diciendo «Esperábamos que dijeras eso». Después de una larga batalla, Bart da el golpe final al villano corriendo a su alrededor lo suficientemente rápido como para abrir un vacío que lo succiona hacia el centro de la Tierra.
A instancias de Tim Drake, Bart viaja a Gotham City y salva a Selina Kyle de los miembros de la Liga de Asesinos mientras ella duerme en su apartamento. Después de noquear a los posibles asesinos, Bart le comenta a Tim por la radio que Selina está «superbien» y que este puede ser el mejor día de su vida.
Poco después de establecerse de nuevo en la Titans Tower, Bart le revela a Conner que durante su breve estadía en el futuro, revisó una serie de registros y esquemas relacionados con la tecnología de la época. También le dice a Conner que está perdiendo sus recuerdos de esta información futura debido a la corrección del flujo de tiempo, y que está escribiendo todo lo que puede recordar.

### Flashpoint
Cuando Iris West Allen llama a Barry a casa, ella, Jay Garrick, Wally West y Bart Allen están preocupados por la forma en que él se ha estado aislando de todos. Bart cree que a Barry no le gusta y huye hasta que es atacado por Hot Pursuit. Barry llega demasiado tarde, cuando Hot Pursuit descarga electricidad a Bart con su batuta y es envuelto en un rayo. Sin embargo, Hot Pursuit cree erróneamente que Bart no es una de las anomalías que están afectando la línea de tiempo, conocida como Flashpoint.
La Tierra es una línea temporal alternativa modificada, donde Bart Allen se despierta en el siglo 31 en la cámara de cápsulas de estasis de Brainiac en el siglo 31 y ha perdido su supervelocidad. Después de no poder evitar ser capturado de nuevo por Brainiac, es confrontado por una Hot Pursuit mujer y, con su ayuda, se aleja de Brainiac. Esta Hot Pursuit se revela a sí misma como Patty Spivot, la asistente de Barry Allen. Bart debe encontrar la manera de recuperar su súper velocidad antes de ser borrado de la existencia. Bart se entera de que Patty robó la motocicleta de Hot Pursuit y ha tomado su lugar. Bart se deja capturar por Brainiac y lo coloca en una cápsula de estasis, destruyendo el programa de seguridad de Brainiac desde el interior. Patty agarra a Brainiac y rompe un proyector de energía, que le devuelve la supervelocidad de Bart. Bart luego corre a través del tiempo hasta el siglo XXI y le promete a Patty que regresará y la rescatará. Sin embargo, el cuerpo de Bart se estaba transformando en Black Flash y controlado por la Speed Force, llevándolo a absorber la velocidad de Max Mercury, Jay Garrick y Wally West. Bart se convierte en el White Flash y se encuentra con Barry, dándose cuenta de que aquella velocidad que había estado acumulando estaba destinada para el. Bart es absorbido por la Speed Force al darle a Barry toda su velocidad y le dice que salve el mundo.

### Los Nuevos 52
Después de que el universo DC se reiniciara en 2011, se introdujo una nueva encarnación del personaje con una historia sustancialmente reescrita. Teen Titans (vol. 4) # 1 comienza con un Bart amnésico seis meses antes de su primera aparición, salvando una mansión de un incendio. No puede explicar cómo es capaz de moverse a velocidades sobrehumanas, pero está seguro de que tiene una conexión con Flash, por lo que comienza a llamarse a sí mismo "Kid Flash". El segundo número identifica a este Kid Flash como Bart Allen. Virgil Hawkins, un brillante interno de STAR Labs, realiza pruebas de diagnóstico a Bart y concluye que Bart no es del siglo XXI, lo que indica que posiblemente sea del siglo XX. Según su prueba, Virgil le presenta a Kid Flash un nuevo uniforme, uno que puede mantener sus moléculas alineadas. También se insinúa que este Bart Allen es del futuro, como lo indican sus destellos del futuro y el recuerdo del equipo de Legión Lost de su historia.
En Justice League of América's Vibe, Amanda Waller deduce de probar sus habilidades contra las de Vibe que Kid Flash obtiene poder de Speed Force, que Vibe es capaz de interrumpir. Cuando se tocan accidentalmente, el pasado de Kid Flash aparece ante los ojos de Vibe, y se muestra que es un criminal del futuro de la Tierra. Kid Flash dice que no recuerda su pasado, ni por qué lo han enviado al pasado. La pareja encuentra el lugar donde llegó por primera vez desde el futuro de la Tierra, con el que Kid Flash había estado soñando durante algún tiempo, pero Bart huye de la escena porque desconfía de la JLA. En el flash# 21, Kid Flash se encuentra con Flash (Barry Allen). Barry descubre que Kid Flash es del futuro y también siente que sus poderes no provienen de Speed Force. Kid Flash afirma que Bart Allen no es su nombre real y se niega a decir quién se lo dio. También le niega a Flash la oportunidad de compartir su propia identidad secreta con Bart.
La nueva historia de origen de Bart Allen se da más tarde en Teen Titans # 25 y 26 (diciembre de 2013, 14 de enero). Se explica que su nombre real es Bar Torr, y que fue enviado al siglo XXI como parte de un programa de protección de testigos antes de su juicio por crímenes terribles. Un reaccionario temido de un distópico mundo alienígena en el futuro lejano llamado Altros Prime. Bar Torr era hijo de una pareja religiosa que fueron asesinados por los Purificadores, agentes del régimen opresivo del Funcionario. Huérfano, Bar logró poner a su hermana Shira al cuidado de un convento después de muchos años brutales protegiéndola. Demasiado joven para matar a cualquier Purificador él mismo, se unió a sus filas. Tras el accidente de una nave espacial mientras contrabandeaba para los Purificadores, Torr descubrió que por medios desconocidos había adquirido habilidades curativas y una increíble supervelocidad, que luego utilizó para vengarse de los Purificadores, enviando un mensaje de esperanza a la gente oprimida de su mundo natal. Más tarde reunió un ejército de reaccionarios y comenzó una rebelión a gran escala contra el Funcionario que duró muchos años. hasta que los miembros de su rebelión hirieron gravemente a una Shira mayor, que creció del lado del Funcionario. Esto llevó a Bar a entregarse. Buscando penitencia, le prometió al Funcionario que acabaría con su propia rebelión desde adentro. Mientras la fiscalía armaba su caso contra Bar, fue enviado de regreso al siglo XXI con una nueva personalidad y nuevos recuerdos, como Bart Allen, y solo un sentimiento persistente de que buscaba la redención. En la actualidad, a raíz de un ataque al equipo por parte de Johnny Quick del Crime Syndicate, la fiscalía recupera a Bart y lo lleva a él y al equipo al futuro una vez más, donde espera el juicio y sus amigos aprenden. de sus atrocidades pasadas. Durante su juicio, Kid Flash admite ser culpable y el resto de su futura resistencia viene y ataca. Durante la pelea Bart se reúne con su hermana y ella lo convence de que se rinda. Bart es sentenciado a cadena perpetua en el planeta prisión Takron-Galtos. Solstice luego proclama su amor por él y mata a un juez para ser encarcelado con Bar. Después de un breve adiós con Red Robin, los envían a prisión.
Bart regresa al siglo XXI y luego se lo ve con Elite junto a Klarion the Witch Boy, Trinity of the Indigo Tribe y The Guardian. Se enfrenta a sus antiguos compañeros de equipo, enojado porque siente que Red Robin lo abandonó a él ya Solstice en el futuro y nunca regresó por él, lo que implica que ha pasado siglos esperando. Finalmente se reincorpora a los Jóvenes Titanes, pero poco después regresa al futuro, dejando una nota que dice que tiene la intención de rescatar a Solstice de Takron-Galtos por sí mismo.

### DC: Renacimiento
El Bart Allen original (antes de Flashpoint) regresa al universo principal de DC después de que Wally West y Barry Allen rompen la Barrera de la Fuerza. Una vez más vistiendo el disfraz de Impulso, emerge de la Fuerza de la Velocidad y corre por una calle de la ciudad declarando triunfalmente que ha vuelto.
Poco después, se reúne con sus excompañeros de equipo de Justicia Joven y Jóvenes Titanes Robin (Tim Drake) y Wonder Girl (Cassandra Sandsmark). Bart es la principal fuerza impulsora detrás del resurgimiento del equipo de Justicia Joven; después de ser transportado a Gemworld y reunido con Superboy (Kon-El), el equipo se vuelve a formar oficialmente.

## Poderes y habilidades
El poder principal de Bart es la velocidad, junto con las habilidades que son comunes a los velocistas de los cómics, como crear torbellinos, correr sobre el agua y vibrar a través de la materia. La última capacidad da como resultado un "caramelo molecular" si Bart no se concentra; también posee un aura que evita la fricción del aire mientras corre. Bart posee algunas habilidades que otros velocistas no tienen. Tiene la capacidad de producir "exploradores", avatares hechos de Fuerza de la Velocidad que puede enviar a través de la corriente temporal, pero lo ha usado con poca frecuencia desde que la muerte de un avatar lo puso en coma durante la historia de «Our Worlds at War» que cruzó entre los títulos de Impulse, Superboy y Young Justice. Después de verse obligado a usarlo durante el evento cruzado "Mundo sin justicia joven", pudo y estuvo dispuesto a usarlos con facilidad, hasta que se convirtió en Kid Flash. Se ha demostrado que se mueve más rápido que la luz como Impulse, mientras que ahora tiene una rodilla artificial que limita su velocidad como Kid Flash. Ahora solo puede viajar cerca de la velocidad de la luz.

## Apariciones en otros medios

### Televisión

#### Animación
- En el lanzamiento original de Kids 'WB para la serie animada de la Liga de la Justicia, Robin, Impulso y una versión adolescente femenina de Cyborg iban a ser vistos como miembros jóvenes de la Liga. Más tarde se decidió evitar su presentación, para evitar que Liga de la Justicia pareciera la vieja serie Súper amigos. La animación corta correspondiente está disponible como un bono en el DVD de la primera temporada de Justice League.[20]
- Bart Allen aparece como Kid Flash en un episodio de Mad, con la voz de Jason Marsden. Se une a los otros superhéroes en un número musical que le pregunta a Superman, Batman y Wonder Woman acerca de ser llamados "Super Friends". Su parte consistía en decirles que demostrarían su valía si se sentaban a ver Crepúsculo con él.
- Jason Marsden repite su papel de Bart Allen en el episodio de Young Justice "Bloodlines". Se le ve por primera vez en el año 2056 trabajando en una máquina del tiempo y una persona desconocida le desea un adiós con un mono de Belle Reve. Luego viaja de regreso al año 2016 y es transportado dentro de Mount Justice, donde se enfrenta a Nightwing, Robin y Beast Boy. Después de intentar escapar, Nightwing lo detiene. Les dice a los tres héroes que es nieto de Barry Allen e Iris West Allen y que es un turista que viaja en el tiempo, pero que podrían llamarlo Impulse. Para demostrar que es del futuro, revela las identidades secretas de los tres héroes. Impulse luego escapa y se dirige a Central City para encontrarse con su familia. Cuando conoce a sus abuelos, sin darse cuenta revela que su abuela está embarazada de gemelos, un niño y una niña, y también conoce al Flash retirado, Jay Garrick, y al Kid Flash retirado, Wally West (quien es el primo hermano de Allen una vez retirado). La reunión se interrumpe cuando un villano que se hace llamar Neutrón ataca Central City. Impulse se une a su abuelo y primo en la lucha contra el villano. Durante la batalla, se revela que en realidad es más rápido que Kid Flash y está cerca de la velocidad de Flash. Cuando parece que Neutrón se va a sobrecargar y explotar por segunda vez, Flash intenta llevarlo al desierto. Este intento falla cuando Impulse se une a él y parece tropezar accidentalmente con los dos. Neutrón explota de nuevo, pero los dos son salvados por Kid Flash y Jay Garrick. Impulse luego regresa al Neutrón en regeneración y le arroja un dispositivo desconocido, que lo convierte en un humano común. Cuando los otros héroes le preguntan qué sucedió, Impulse afirma que no tiene idea de cómo Neutrón se volvió humano nuevamente. Más tarde, de vuelta en Mount Justice, Nightwing confirma a través de una prueba de ADN que Impulse es quien dice ser. Impulse luego ingresa a su máquina del tiempo con la intención de regresar al futuro, pero la máquina se dañó y afirma que no tiene idea de cómo solucionarlo. El episodio termina mostrando un flashback a 2056, justo antes de que Allen se vaya al pasado. Se revela que la persona desconocida es un Neutrón mayor, que le da a Allen el dispositivo que puede curarlo y le informa que no podrá regresar al futuro. El flashback también revela que Allen está regresando al pasado para salvar la vida de su abuelo y salvar el futuro. Después de que se va, Neutrón se cambia de su mono a ropa normal, solo para darse cuenta de que nada más cambió. En el episodio "Before the Dawn", se revela que su principal razón para volver al pasado fue evitar que Escarabajo Azul se volviera malvado y causara un apocalipsis Reach. En el final de la segunda temporada, "Endgame", Bart se convierte en el nuevo Kid Flash después de la aparente "muerte" de Wally West. En Young Justice: Outsiders, se convierte en miembro de los Outsiders.

#### Acción en vivo
- En la cuarta temporada de la serie Smallville en el episodio "Run" aparece Bart Allen interpretado por Kyle Gallner. En la serie, Bart es un adolescente egoísta que usa sus poderes para beneficio propio, aunque al final del episodio Clark le enseña a usar sus poderes para el bien. En alusión a Flash, Bart ha robado y trae consigo la identificación de Jay Garrick, Barry Allen y Wally West. En la sexta temporada vuelve a salir en el episodio "Justice" en donde forma parte de un grupo liderado por Oliver Queen (Flecha Verde) al que también pertenecen Arthur Curry (Aquaman) y Víctor Stone (Cyborg) y donde se le puso el nombre clave de Impulso.También en este episodio, vemos una escena en donde Bart Allen (Kyle Gallner) está en la granja Kent, con Martha, madre de Clark Kent, en donde come demasiado, tanto que la madre de Clark se sorprende; esto puede hacer alusión al metabolismo, causante del envejecimiento acelerado de Impulso, nombre que usa en ese episodio. En la octava temporada hace su última aparición hasta la fecha en el final de temporada ayudando a detener a Doomsday.
- En el episodio cruzado de Arrow/Flash, "The Brave and the Bold", el Capitán Quentin Lance llama erróneamente a Barry Allen "Bart Allen", aunque Barry luego corrige a Quentin; su primer nombre es en realidad Bartolomé. John Wesley Shipp reveló que se habla de tener a Bart Allen en The Flash.[21] En el episodio "Cause and Effect" de The Flash, la memoria de Barry se borra accidentalmente en un percance de S.T.A.R. Labs. Cuando se entera de que su nombre es Bartholomew Henry Allen por su licencia de conducir, el amnésico Barry insiste en que lo llamen "Bart", ya que ese nombre "se siente más natural" para él. Una vez que sus recuerdos regresan, vuelve a ser llamado Barry.

### Videojuegos
- En Injustice: Dioses entre nosotros, el nombre de Bart Allen aparece en una lista de blancos durante la salida de Deathstroke.
- Bart Allen como Kid Flash aparece como un personaje jugable en Lego Batman 3: Beyond Gotham.
- Bart Allen como Impulso de Young Justice aparece como un personaje no jugable en Lego DC Super-Villains.